# Ken’ichi Miura
Ken’ichi Miura (jap. 三浦 謙一, Miura Ken’ichi; * 1949) ist ein japanischer Computeringenieur.

## Werdegang
Miura studierte Physik an der Universität Tokio mit dem Bachelor-Abschluss 1968 sowie Informatik an der University of Illinois at Urbana-Champaign mit dem Master-Abschluss 1971 und der Promotion 1973. An der Universität war er am Illiac IV Projekt beteiligt. 1973 ging er zu Fujitsu in der Entwicklung von Hochleistungsrechnern und Mainframe-Computern sowie Digitalen Signalprozessoren für die Radioastronomie. Von 1992 bis 1996 war er Vizepräsident und Leiter der Supercomputer Group von Fujitsu America Inc. in San José. 1997 wurde er leitender Wissenschaftler der Abteilung High Performance Computing von Fujitsu und 2002 Fellow der Fujitsu Laboratories.
2003 ging er an das japanische Nationale Institut für Informatik und war von 2003 bis 2008 Projektleiter des nationalen Grid-Computing Projekts (NAREGI). Danach leitete er das Projekt Ressource Linkage for e-Science (RENKEI).
Miura befasst sich mit Supercomputer-Architektur, Grid-Computing, numerischen Algorithmen für Vektor- und Parallelrechner, Pseudozufallszahlengeneratoren für Monte-Carlo-Simulationen und mit nichtlinearer Dynamik. 2009 erhielt er den Seymour Cray Computer Engineering Award. Er ist Mitglied der Engineering Academy of Japan.